# Westend (Stettin)
Der Stadtteil Westend (polnisch Łękno) ist das bekannteste Villenviertel Stettins, gelegen nordwestlich des Stadtzentrums. Die Benennung bezieht sich auf die bekannteren gleichnamigen Stadtteile in London und Berlin.

## Umgebung
Westend liegt zwischen der Kreckower Straße (ul. Mickiewicza) im Süden, Falkenwalder Straße im Norden, sowie  Alleestraße (ul. Wawrzyniaka) und der Eisenbahnlinie im Westen. Der Stadtteil grenzt an die folgenden Stadtteile (osiedla), von Norden aus im Uhrzeigersinn: Niemierzyn (Nemitz), Niebuszewo-Bolinko (Zabelsdorf Grünhof), Śródmieście-Północ (Stadtmitte-Nord), Turzyn (Torney) und Pogodno (Braunsfelde). Zum Stadtteil gehört der Kasprowicz-Park. Das größte Gewässer in Łękno ist der Westendsee (Rusałka).

## Geschichte
Die Anfänge der Siedlung gehen auf das Jahr 1871 zurück, als Johannes Quistorp die Bauaktiengesellschaft Westend-Stettin  gründete. Diese Gesellschaft kaufte von der Stadt die Flächen der städtischen Güter Friedrichshof und Eckersdorf und ließ das Land in großzügige Parzellen aufteilen. Das Gebiet sollte von ihr erschlossen werden, und später sollten die errichteten Wohnungen vermietet oder verkauft werden.
Die ersten Häuser entstanden 1871 an der Falkenwalder Straße und mussten in unmittelbarer Nähe der Festungsmauern noch in Holz und Fachwerk errichtet werden. Erst nachdem Stettin entfestet worden war, gab es keine Einschränkungen über die Bauweise mehr. Der Stadtbebauungsplan von 1874 bezog das Festungsgelände ein. In der zweiten Bauphase wurden die Deutsche Straße (ul. Wielkopolska) und der Arndtplatz (plac Szarych Szeregów) angelegt. Die Falkenwalder Straße wurde bis zum Berliner Tor erweitert. Die Siedlung wurde Wohnort aller derer die in Stettin Rang und Namen hatten.
Im 19. Jahrhundert entwickelte sich Westend auch zu einem Industriegebiet. 1896 gründeten die Gebrüder Stoewer in der Falkenwalderstraße eine Zweigstelle ihrer in Zabelsdorf ansässigen Fabrik. In Westend befand sich auch das Sportzentrum von Stettin: eine Rennstrecke, eine Radrennbahn, Tennisplätze, und ein Leichtathletikstadion.
Die Kreuzkirche im Westend ist die älteste von drei avantgardistischen Kirchen von Adolf Thiesmacher.
Nach der polnische Übernahme wurde Westend Wohnort von polnischen Literaten, Künstlern, und Intellektuellen.

## Straßen
| Polnischer Name seit 1945                    | Deutscher Name            |
| -------------------------------------------- | ------------------------- |
| aleja Wojska Polskiego                       | Falkenwalderstraße        |
| Księdza Piotra Wawrzyniaka                   | Alleestraße               |
| Ojca Beyzyma                                 | Bethanienstraße           |
| Maksyma Gorkiego                             | Henriettenstraße          |
| Jacka Soplicy                                | Lamprechtstraße           |
| Bogumiły                                     | Felix-Dahn-Straße         |
| Pawła Jasienicy                              | Waitzstraße               |
| Pawła Jasienicy                              | Jeremiego Wiśniowieckiego |
| Pawła Jasienicy                              | Hanki Sawickiej           |
| Heleny Kurcyuszowej                          | entstanden erst nach 1945 |
| Stanisława Leszczyńskiego                    | Treitschkestraße          |
| Adama Mickiewicza                            | Kastanien Allee           |
| Adama Mickiewicza                            | Berkhoff Straße           |
| Adama Mickiewicza                            | Kreckower Straße          |
| Stanisława i Wandy Miłaszewskich             | Droysenweg                |
| Zygmunta Moczyńskiego                        | Mommsenstraße             |
| Michała Kleofasa Ogińskiego                  | Händelstraße              |
| Józefa Pankiewicza                           | Kuglerstraße              |
| Papieża Pawła VI                             | Weg nach der Mühlenstraße |
| Papieża Pawła VI                             | Akademiestraße            |
| Papieża Pawła VI                             | Akademicka                |
| rondo Polonii Mandżurskiej                   | entstanden erst nach 1945 |
| Księdza Piotra Skargi                        | Roonstraße                |
| Spółdzielcza                                 | Rankestraße               |
| skwer Majora Mieczysława Tarchalskiego       | entstanden erst nach 1945 |
| Stanisława Wyspiańskiego                     | Niebuhrstraße             |
| Bohdana Zaleskiego                           | Friedrichshofer Weg       |
| Andrzeja Średniawskiego                      | Wilhelm-Oncken-Straße     |
| plac im. Konstantego Ildefonsa Gałczyńskiego | entstanden erst nach 1945 |
| skwer im. Telesfora Badetko                  | entstanden erst nach 1945 |